# Loriculus amabilis
Il loricolo delle Molucche (Loriculus amabilis) è un uccello della famiglia degli Psittaculidi, endemico dell'Indonesia.